# Saoedi-Arabië op het wereldkampioenschap voetbal
Saoedi-Arabië heeft vier keer gespeeld op de eindronde van het wereldkampioenschap voetbal. Hieronder volgt een overzicht van de toernooien die het Saoedi-Arabisch voetbalelftal speelde.

## WK 1994- Verenigde Staten
- Nederland - Saoedi-Arabië 2-1
- Saoedi-Arabië - Marokko 2-1
- Saoedi-Arabië - België 1-0
- 8ste finale: Zweden - Saoedi-Arabië: 3-1

Saoedi-Arabië kon zich in 1994 voor het eerst plaatsen voor de wereldbeker. In zijn eerste wedstrijd ooit op het WK verloor het met 2-1 van Nederland, maar de overige groepswedstrijden (tegen Marokko en België) werden gewonnen, waardoor Saoedi-Arabië 2e eindigde in z'n groep en door mocht naar de achtste finales. Daarin werd het door Zweden uitgeschakeld.

## WK 1998- Frankrijk
- Denemarken - Saoedi-Arabië 1-0
- Frankrijk - Saoedi Arabië 4-0
- Saoedi-Arabië - Zuid-Afrika 2-2

Het tweede WK was echter minder succesvol: na nederlagen tegen Denemarken en Frankrijk en een gelijkspel tegen Zuid-Afrika eindigde het met 1 punt laatste in groep C.

## WK 2002- Japan en Zuid-Korea
- Duitsland - Saoedi-Arabië 8-0
- Kameroen - Saoedi-Arabië 1-0
- Saoedi-Arabië - Ierland 0-3

Het WK 2002 werd evenmin een succes: er werd verloren van Duitsland (8-0!), Kameroen en Ierland. Met 0 punten en evenmin gescoorde doelpunten mocht het na de groepsfases al naar huis.

## WK 2006- Duitsland
- Tunesië - Saoedi-Arabië 2-2
- Saoedi-Arabië - Oekraïne 0-4
- Saoedi-Arabië - Spanje 0-1

Het (voorlopig) laatste WK van Saoedi-Arabië werd ook een ontgoocheling: het speelde gelijk tegen Tunesië, maar verloor tegen Oekraïne en Spanje. Met 1 punt werd het opnieuw laatste in zijn groep.